# 文水野丁香
文水野丁香（学名：Leptodermis diffusa）为茜草科野丁香属下的一个种。

## 扩展阅读
- 維基物種上的相關：文水野丁香